# Estación de La Iberia
La Iberia es un apeadero ferroviario situado en el municipio español de Sestao, en la provincia de Vizcaya, comunidad autónoma del País Vasco. Forma parte de la línea C-1 de la red de Cercanías Bilbao operada por Renfe.

## Situación ferroviaria
La estación se encuentra en el punto kilométrico 10,6 de la línea férrea de ancho ibérico que une Bilbao con Santurce, a 11 metros de altitud.

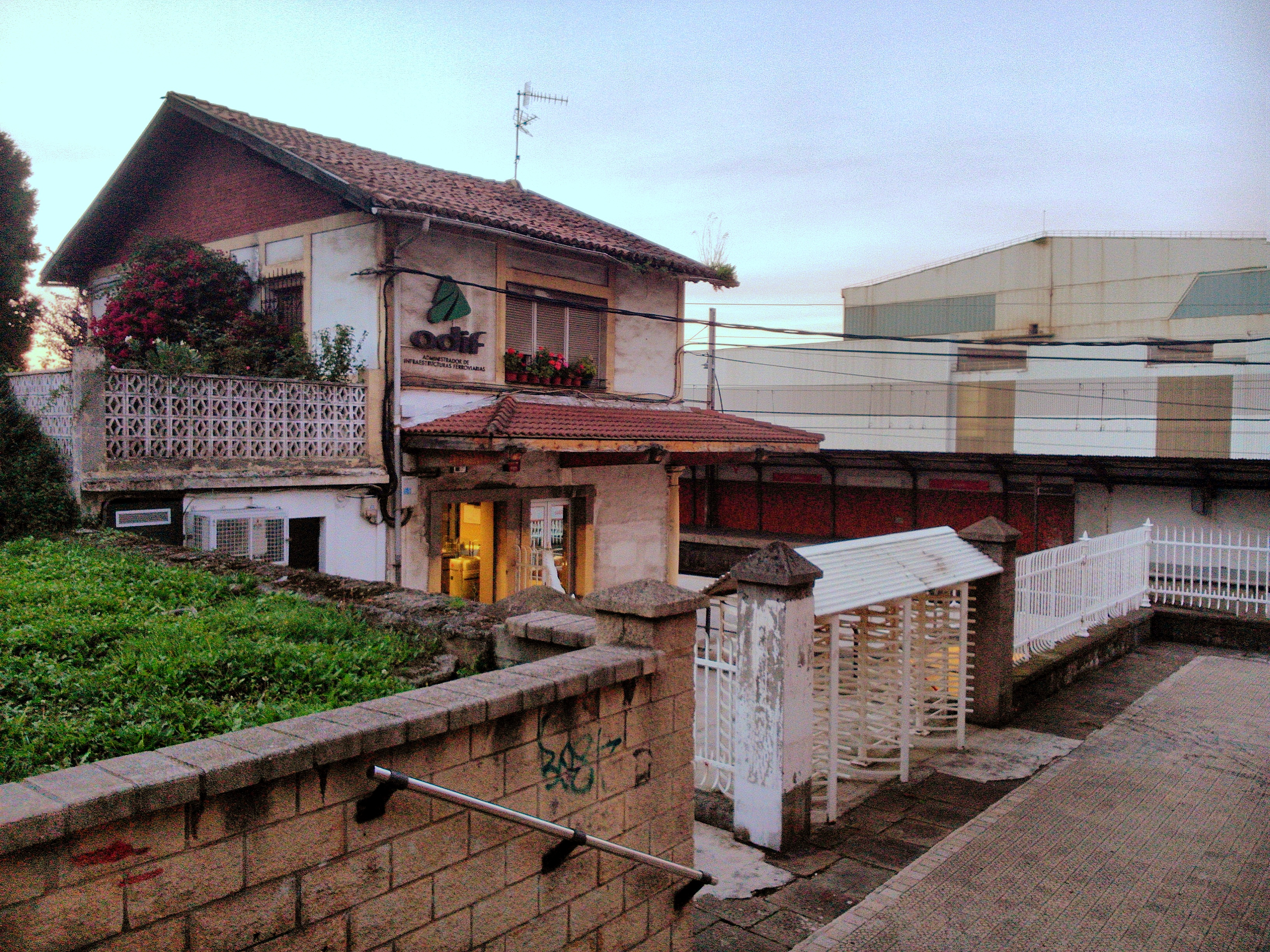
Estación de La Iberia.

## Historia
Fue inaugurada el 27 de septiembre de 1888 con la apertura al tráfico del tramo Portugalete-Baracaldo de la línea férrea Bilbao-Portugalete.  Las obras corrieron a cargo de la Compañía del Ferrocarril de Bilbao a Portugalete. En 1924 pasó a depender totalmente de Norte la cual mantuvo la gestión de la estación hasta la nacionalización del ferrocarril en España, en 1941 con la creación de RENFE. Desde el 31 de diciembre de 2004, Adif es la titular de las instalaciones. 

## La estación
Está situada junto a la Acería Compacta de Bizkaia, del grupo Arcelor, y junto a los Altos Hornos de Vizcaya, ya en desuso, a los que daba servicio. Actualmente la estación da servicio a trabajadores de la acería, así como a los vecinos del barrio. Dispone de dos andenes laterales, a los que acceden dos vías. 

## Servicios ferroviarios

### Cercanías
Los trenes de la línea C-1 de la red de Cercanías Bilbao que opera Renfe tienen parada en la estación. Entre semanas la frecuencia media es de un tren cada veinte-treinta minutos.
| procedencia/destino | < estación | Línea | estación >  | destino/procedencia |
| ------------------- | ---------- | ----- | ----------- | ------------------- |
| Bilbao Abando       | Sestao     |       | Portugalete | Santurce            |